# 나가이역 (오사카부)
나가이역(일본어: 長居駅, ながいえき)은 일본 오사카부 오사카시 스미요시구에 위치한 서일본 여객철도과 오사카 시 교통국의 철도역이다.

## 이용 가능 철도 노선
- 서일본 여객철도
  - 한와 선
- 오사카 시 교통국
  - 미도스지 선(M26)

## 역 구조

### 서일본 여객철도
상대식 승강장 2면 2선의 고가역이다. 개찰구는 보통 동쪽만 사용하지만 출근 시간대에는 서쪽도 사용한다. 이코카 및 제휴 교통카드의 사용이 가능하며 서일본 여객철도의 특정도구시내 제도에 의한 오사카 시내에 속한다.

#### 승강장
| 1 | ■ 한와 선 | 오토리 · 간사이 공항 · 와카야마 방면 |
| 2 | ■ 한와 선 | 덴노지 · 오사카 방면                 |

#### 역사
- 1929년 7월 18일: 한와 전기 철도 영업 개시.
- 1940년 12월 1일: 회사 간 인수 합병에 따라 난카이 전기 철도 야마테 선의 소속이 되었다.
- 1944년 5월 1일: 국유화에 따라 일본국유철도의 소속이 됨과 동시에 역으로 승격하였다.
- 1987년 4월 1일: 민영화에 따라 서일본 여객철도의 소속이 되었다.
- 2003년 11월 1일: 이코카의 사용이 개시되었다.
- 2004년 10월 16일: 상행선의 역 고가 역사 준공.
- 2006년 5월 21일: 하행선의 역 고가 역사 준공.

#### 인접정차역
| 서일본 여객철도 ■ 한와 선 | 서일본 여객철도 ■ 한와 선 | 서일본 여객철도 ■ 한와 선 |
| ------------------------- | ------------------------- | ------------------------- |
| 쓰루가오카 덴노지 방면    | ■ 보통                    | 아비코초 와카야마 방면    |

### 오사카 시영 지하철
2면 2선의 상대식 승강장이 있는 지하역. 각종 스포츠 이벤트 개최시의 혼잡에 대응하기 위해 승강장 폭이 다른 역보다 넓게 건설되었다. 개찰구는 남북 양측에 설치되어 있다.

#### 승강장
| 1 | ■ 미도스지 선 (하행) | 아비코 · 나카모즈 방면                                |
| 2 | ■ 미도스지 선 (상행) | 덴노지 · 난바 · 우메다 · 신오사카 · 미노오카야노 방면 |

#### 역사
- 1960년 7월 1일: 오사카 시영 지하철 1호선 니시타나베 ~ 아비코 역간 연장으로, 나가이 역 영업 개시
- 1969년 12월 6일: 번호 변경

#### 인접정차역
| ■ 오사카 메트로 미도스지선 | ■ 오사카 메트로 미도스지선 | ■ 오사카 메트로 미도스지선 |
| -------------------------- | -------------------------- | -------------------------- |
| M25 니시타나베 에사카 방면 |                            | M27 아비코 나카모즈 방면   |

## 역세권 정보
- 나가이 공원